# モルダヴァイト
『モルダヴァイト』 (MORDAVITE) は、2002年12月20日にオービットのCLOVERブランドより発売されたアダルトゲームである。対応OSは日本語版Microsoft Windows 95/98/Me/2000/XP。CD-ROM2枚。

## 概要
CLOVERのデビュー作であり、お披露目作との意味を込め、当時のオービット社内にいた原画氏を総動員している。2002年12月20日に『さよらなエトランジュ』と同時に発売された。
ビジュアルノベル形式である通常の18禁ゲームと違い、コンピュータウォー・シミュレーションゲーム(SLG)が主体のシミュレーションロールプレイングゲームで、会話や18禁シーンは戦闘パートの間に挟まれる形になっており、いわゆるフラグ立てのための好感度上げも、戦闘パートで行われるのが特徴である。戦闘は全25（ステージ25は前・後編なので、実質26）ステージ。
本作の初回限定版には特典としてステラ=アリスタの1/8スケールフィギュアと、B5判の設定資料集『MORDAVAITE ARTWORKS』が梱包されていた。また『モルダヴァイト』『さよらなエトランジュ』の2作品に同封されている応募券を郵送すると、同レーベルの作品『プラチナウインド』を無料で入手できるキャンペーンを行っていた。『プラチナウインド』は、このキャンペーンとCLOVERデビューのイベントのみ配布された。
本作発売前のパソコン雑誌各誌や『MORDAVAITE STARTUP BOOK』に、付録CD-ROMの形で体験版が配布されていたが、これは製品版のチュートリアルとほぼ同じ内容だった（細部は異なる）。また、この体験版はオービットのHPからもダウンロード可能（現在は不可能）であった。

## ストーリー
5,000年の昔、この世を破滅の危機から救ったとされる召喚師の末裔が『草原の国』に住んでいた。しかし、その地では剣や弓が尊ばれ、魔法や召喚術は蔑視されており、末裔である少年は肩身の狭い思いをして過ごしながらも、ある日、故郷に訪れた吟遊詩人から「伝説の召喚師を目指すならば、伝説の召喚カードを全て集めて神に会うことを叶えなさい。さすれば、あなたは生きながらにして伝説となる」との話を聞いて、故郷から旅立つ決意を固める。
少年、ヴァイン=トライデントは幼馴染みのステラや旅先で出会った仲間たちを一行に加えながら、伝説の召喚カードを集める旅を続ける内、この世界の成り立ちと謎を解きながら、やがて世界崩壊の危機に立ち向かって行く。

## 世界観
とある惑星上の物語だが、そこは魔法が存在するファンタジーワールドである。人間の他に、エルフ、獣人、人魚などの種族が生息している。
かつて魔法が栄えた『カデリア王国』が存在したが、5,000年前に全世界を巻き込んだ魔法戦争「災厄の日」によって滅亡し、現在は『草原の国』『森林の国』などが存在する大陸と、空中に国土を浮かべた『空の国』や、海中に存在する『海の国』に分裂している。文明は全体的に中世レベル程度に退行してしまっており、交通も魔法文明の遺産「ワープゲート」を除けば、牛馬などの畜力や徒歩が主。

## 戦闘システム
一人、または一体1ユニットの戦闘級ウォーSLG。フィールドはヘクスマップで、敵味方交互移動のターン制を採用している。ユニットは属性（光・闇・生・死・地・水・火・風・無）、移動タイプ（地、空、水）、レベル、HP・MPなどのパラメーターがある。
戦闘パートに移ると事前準備画面になり、出撃条件（「特定の人物を必ずパーティに含む」や、「出撃可能人数は○○人まで」など）と勝利条件（「特定の人物を守り切る」「○ターンまでに敵を全滅させる」など）が出され、それに沿ってパーティを編成する。
ユニットは召喚師と非召喚師（味方側はこれにをマスターカード、またはマスターユニットと呼称する）。カードによって召喚されるクリーチャーカードに分けられる。マスターカードは制限が無ければ最高6ユニットまで初期配置可能である。マスターカードには、それぞれ3つずつアイテムカードを装備させることが可能。加えて召喚師の場合は3枚のクリーチャーカードを所持させ、自ターンに所持したクリーチャーを自分の隣接ヘクスに召喚、または帰還させるのが可能（召喚・帰還は1回に付き、1体まで）。召喚したクリーチャーは以後、次ターンからユニットとして自由に移動・攻撃することが出来る。
ユニットの移動は任意であり、その場で動かずに「待機」させるのも可能。この場合、減少したHPとMPが若干回復する。
攻撃は移動後に行える。攻撃は必殺技と呼称され、隣接ヘクスで行われる近接攻撃。そして射程攻撃、範囲攻撃などがあるが、攻撃手段は各ユニット毎に違うので注意が必要である。また、攻撃後、倒しきれなかった場合に敵の反撃がある（敵が射程攻撃手段を持っている場合、隣接していなくとも反撃が飛んで来る）。攻撃や反撃を問わず必殺技を使用するとMPが減少し、0になると必殺技行使が不可能になる。
敵を倒すと経験値が得られ、マスターは経験ゲージが満杯(100)になるとレベルアップする。この際、HPやMPが減少していてもフル状態に回復する。
クリーチャーの場合、敵を倒すと経験値は得られるが、経験ゲージが99になるとそれ以上は経験値切り捨てとなる。しかし、召喚したマスターユニットへ帰還させることにより、クリーチャーが得た経験値をマスターへ加算することが出来る。帰還後に再召喚すれば、クリーチャーのHP・MPは再び全快状態になる。なお、帰還前にクリーチャーが倒された場合、そのクリーチャーはステージが終わるまで再召喚は出来なくなる。
クリーチャーを召喚したまま、それを所持していた召喚師が倒されてしまうと、残されたクリーチャーはコントロールを失ってバーサーク（凶暴化）し、制御不能のままランダムに移動して敵味方の別なく無差別攻撃を開始してしまうので、味方は召喚師が倒されぬ様に行動する必要があるが、敵の場合、わざと召喚師を倒してバーサークしたクリーチャーで同士討ちさせる戦術も有効な場合もあるので、見極めが重要になる。

## 登場人物
必殺技は登場時の初期技のみを表記。
キャラクターデザイン原案はドレンチェリー（現、天宮ぽらん）。原画は合計6名で分担されて描かれている。キャラクターカードおよびフィールドマップ上で動くチップキャラクター作画担当は、全て水月悠。
ヴァイン＝トライデント
声 - 海原エレナ
原画 - ドレンチェリー
吟遊詩人の言葉に従い旅立つ、主人公の少年。伝説の召喚師トライデント一族の末裔。外の世界に憧れている。伝説の召喚カード、光の「アテナ」を所有する。
半ズボンのショタキャラ。つんつん頭。一見気弱だが、世界一の召喚師を目指すなど芯は強い。召喚師である両親は彼の出生時に他界しており、隣家であるステラの両親に育てられた。
必殺技は「ライトニングアロー」。2ヘクス届く射程技なので使いやすい。

### ヒロイン
ステラ＝アリスタ
声 - 岩田由貴
原画 - ドレンチェリー
ヴァインのお隣さんで幼馴染みの少女。お転婆。勝ち気な性格で村一番の喧嘩上手。苛められているヴァインを助けることが多く、自分が「ヴァインのお姉さん」だと自負しており、説教癖がある。
本作のメインヒロイン。非召喚師。必殺技は「おてんばキック」。
アネット＝ヴァロア
声 - 北都南
原画 - CARNELIAN
『森林の国』に住むエルフの少女。伝説の召喚カード、風の「グナー」を使う召喚師。エルフの森に現れたヴァインたちと行動を共にする。必殺技は「エアプレッシャー」。
Lvを上げると射程技や射程範囲技を覚えるので、成長させがいのあるユニットである。
イブリン＝ヘイワース
声 - YUMIKO
原画 - 雨音響
『空の国』にある大図書館に勤める女性司書。伝説の召喚カード、火の「ベリサマ」を使う召喚師。
頭脳明晰・容姿端麗な眼鏡っ娘。『空の国』を訪れたヴァイン一行が成り行きで手を貸し、一行に加わる。知識豊富で皆の相談役としても頼られている。
必殺技は「マジックミサイル」。ヴァイン同様、2ヘクス届く射程技なので使いやすい。成長すると範囲攻撃技を覚えるのでSLGでは常に主力として活躍する。
ユン＝ミン
声 - 海原エレナ
原画 - 雨音響
『砂漠の国』でヴァイン一行が出会う、自称「発明家」の少女。お団子頭の中華風な出で立ちで、語尾に「アル」をつける。伝説の召喚カード、死の「リビティーナ」を使う召喚師。
古代に存在した「自立思考で行動する人形」を再現すべく、伝説の召喚カードを集める（正確には、集めたカードを横取りす）べく、ヴァイン一行に加わる。必殺技は「巨大スパナ」。
その容姿で多くのパトロンを得て発明に挑んでいるが、発明品（主に自動人形）は失敗作が多く、野良モンスターと化してしまった物もある。
ドロテア＝アルストロメロス
声 - 浅野麻理亜
原画 - 萌木原ふみたけ
『海の国』の皇女で人魚。政治家として一流だが女癖が悪く、ステラを気に入り、ハーレムに入れるべく、彼の地を訪れたヴァイン一行に立ちふさがる。伝説の召喚カード、水の「アナヒタ」を使う召喚師。
彼女自身も伝説の召喚カードを集めており、度々ヴァイン達と敵対するが、アマネの真意を知った後はヴァインと共闘。その仲間となってベリルとの最終決戦へと挑む。
移動タイプは「水」。ニナや『海の国』配下の兵も含め、人魚は陸での移動特性にやや難がある。必殺技は「スプラッシュ」。ヴァイン同様、2ヘクス届く射程技なので使いやすい。
ニナ＝フロム
声 - 木村あやか
原画 - 萌木原ふみたけ
ドロテアに仕える女侍従長で、幼い人魚。庶民の出だが、ドロテアに見初められて王宮へ上がったため、周囲の嫉妬によって卑屈な性格になった。謝り癖がある。非召喚師。必殺技は「尾ひれアタック」。
攻略対象であるがドロテアとの二択となっており、攻略するにはいずれか一方を諦める必要がある（このため、いわゆるハーレムエンドは本作には存在しない）。
カレン＝メイフィールド
声 - 須本綾奈
原画 - ゆきうさぎ
『山頂の国』に住む賢者。ふわふわもこもこ好き。伝説の召喚カード、生の「パナケイア」を使う召喚師。
「神にも匹敵する知識を持つ賢者」の知恵を借りるため、『山頂の国』を訪れたヴァイン一行が出会う巫女姿をした少女。「眠り姫」の別名を持っており、殆ど眠っているが、それは秘匿しているベリルの欠片の膨大な魔力を制御するためのものである。アマネにベリルを奪われた後、ヴァイン一行に加わる。
必殺技は「ヒーリング」と、珍しい回復魔法なので重宝するが、その特性ゆえに自身で敵を倒すのが苦手で成長速度が遅く、経験値をクリーチャーで補う必要がある。
『モルダヴァイト 買ってくれてありがとう本』によると「かつて『山頂の国』がドワーフ族の大集落で「パナケイア」がドワーフ族の秘宝であり、かの種族滅亡の際に行方不明になっているため、もしかするとカレンの正体は…」と裏設定が暗示されている。
シンシア
声 - 乃嶋架菜
原画 - たすく
『密林の国』に住む獣人族の少女。自警団の長も務める。伝説の召喚カード、地の「ガイア」を使う召喚師。
相棒のサガといつも一緒におり、弟の形見であるオカリナ風の笛を首に下げている。ヴァイン一行と邂逅した際は、盗賊団によって弟を失った直後で正気を失っていたが、盗賊団討伐後はヴァイン一行に加わる。
必殺技はサガと共通。ユニットがサガと一体化しているので、SLGでは森や荒れ地での移動力に優れる。
アマネ＝ルヴィル
声 - 南雲涼
原画 - ドレンチェリー
黒髪の美女。腹部を露出した赤いドレスを着込んでいる。伝説の召喚カード、闇の「ハーデス」を使う召喚師。
旅の途中でヴァインと知り合う。謎めいた雰囲気を持ち、ある目的のために物語の裏で暗躍している。最終的には敵対するが、悪に徹せられないところがある。必殺技は「ダークネス」。
18禁シーンはあるが、ヒロインではないために好感度は設定されていない。
家庭教師
声 - 須本綾奈
原画 - ゆきうさぎ
白いドレスを身にまとった金髪碧眼の魅惑的なお姉さん。ヴァインに召喚術を教授する先生。一流の召喚師であり、凄まじいまでの魔力を持っている。必殺技は「愛の鞭」。
実は体験版および、製品版チュートリアルのみにしか登場せず、ストーリー本編と絡むことが無いキャラであるが、ヴァインは彼女の教えによって「アテナ」の召喚に成功している。

### サブキャラクター
コンラッド=ヴァロア
声 - 五反田正人
原画 - CARNELIAN
アネットの兄。エルフの騎士で非召喚師。アネットを心配してヴァインの旅に同行する。必殺技は「連続突き」。
サガ
声 - CVなし
原画 - たすく
シンシアを背に乗せて駆ける、オレンジ色したサーベルタイガー風の巨獣。ふわもこ好きのカレンに気に入られ、「きゃんでぃー」と名付けられてしまったが、本人はやや迷惑気味な様子。
非召喚師だが、SLGでは常にシンシアを背に乗せた一体型ユニットなのでシンシア込みで召喚師扱い。必殺技は「かみつき」。
吟遊詩人
声 - 南雲涼
原画 - ドレンチェリー
名は不明。ベリーダンサー風の衣装と白銀の髪を持ち、見目麗しい顔立ちと流麗な美声で他者を魅了するミステリアスな美女。謎めいた予言を伝え、ヴァイン旅立ち後も、旅先の様々な場所で遭遇を繰り返す。
イベントキャラであり、SLGにはユニットとしては登場しない。
大図書館館長
声 - CVなし
原画 - 不明
『空の国』大図書館の長を務める老人。イブリンの上司であるが、考え方が旧態依然であるのでイブリンと衝突する事も多い。
召喚師。必殺技は「百科事典のカド」。
ベリル
声 - 岩田由貴
原画 - ドレンチェリー
5,000年の歳月を経て復活したベリルの化身。アマネを使って各地に散らばる自身の欠片を集めさせていた。本作のラストボス。
召喚師であるが実際の召喚シーンは無い（配下は全て召喚済み）。SLGでは拠点から移動しない固定型ユニットだが、必殺技は射程や範囲攻撃の「敵意の旋律」「虚無」「対消滅」など、どれも超強力である。
オーウェル公
声 - CVなし
原画 - 不明
『砂漠の国』の大貴族。ユンのパトロンの一人で小男。世界征服の野望を持っており、アマネにそそのかされて戦いを始めるが、ヴァイン一行に阻止される。
オーウェル公自体はイベントキャラであり、SLGのユニットになっていないので、必殺技なども設定されていない。
ステラの両親
声 - CVなし
原画 - 不明
『草原の国』で生活を営む一般人。母親はどことなくステラ似である。父親はヴァインの両親とも知り合いであり、ステラと共に孤児になったヴァインを育てた。イベントキャラなのでSLGのユニットにはなっていない。
一度、旅から帰郷したヴァインに彼の両親がベリル討伐の末に死亡した経緯を話し、その死の報告と共に赤子のヴァインを届けたのがアマネであったのを明かす。
女神アテナ
声 - CVなし
原画 - ドレンチェリー
伝説の召喚カードで現れる神の影では無く、本物の女神。物語終盤、全ての伝説の召喚カードを集めたヴァインが、儀式により星界に赴いて対面する。
しかし、彼女の言葉はこの世界の真実を語ると共に、ベリル攻略のアドバイスを求めたヴァインに残酷な答えを伝える。

## 用語
モルダヴァイト
星界から墜ちてきた絶大な魔力を秘めた緑色の結晶。現在では既に存在せず、仮にあったとしても鉱床を採掘する技術を持ったドワーフ族が、「災厄の日」に絶滅してしまったため、精製不可能である。
結晶単体では魔力を利用出来ず、何等かの依代を介してのみ、その力を利用可能で、伝説の召喚カード、自動人形が大古に依代として使われたとの記録がある。
かつて人間ら知的種族は、その恩恵からモルダヴァイトを信仰の対象にしていたが、モルダヴァイトが全て失われた「災厄の日」以降は、水晶などの他の鉱石へ信仰対象を移している。
災厄の日
5,000年前に起こった魔法戦争。詳細な記録は現存しないが、その戦いでモルダヴァイトは使い尽くされた事実のみが伝わっている。
ベリル
大古にモルダヴァイトを元に人工的に造り上げられた赤い結晶。モルダヴァイトを上回る力を持つとされるが、その存在は「人間が四大精霊を上回る力を持つ、モルダヴァイト以上の結晶を精製出来るのか」と現代では否定、あるいは疑問符が付けられている。
召喚カード
魔法文明の遺産。召喚師はMPを消費することでカードに描かれたクリーチャーを現世へ召喚し、自由自在に使役出来る。召喚師のレベルが高いほど、同じカードでもクリーチャーは強力になる。
特にモルダヴァイトが使われた伝説の召喚カードは「神の影」を呼び出すとされ、超強力な反面、特殊で属性が適合する召喚師が使用しないと機能しない。
召喚師
召喚カードを使役する者。ヴァインやイブリンなど魔術師は召喚師である場合が多いが、召喚師イコール魔術師ではない。ユンやシンシアのように召喚術しか使えない者も存在する。
クリーチャー
召喚カードに描かれた影が魔力で呼び出され、受肉化して実態を持った召喚師の従僕（サーバント）。倒されると実体を失って現世より消滅する。
混同されることが多いが、敵ユニットでも人間、エルフ、獣人、人魚、野生動物などはクリーチャーではなく、普通の生物である。
ワープゲート
古代魔法文明の遺産である転移門。二点間を結ぶ魔法跳躍装置で、物体をワープゲートから別のワープゲートへ瞬間転移させる。なお、使われている魔法陣内に収まる範囲なら、転移させる人数や重量に制限は無い模様。
「災厄の日」以前は一般的な公共交通機関だったが、現在は大半が機能を失い、残存するワープゲートは各国が厳重に管理している。
トライデントの書
世界を救った伝説の召喚師、カーマス=トライデントが残したとされる遺失魔導書。伝説の召喚カード「アテナ」が挟んであり、ヴァインがある日、書斎にあったこの本から偶然に入手する。
草原の国
かつて『魔法王国カデリア』が存在した草原地帯。魔法戦争であった「災厄の日」の反動からか、魔法や召喚術に対して否定的な考えを持つ。
森林の国
エルフ族が暮らす大森林地帯。エルフの国があるが、閉鎖的で余り外の世界との交流は無い。
空の国
別名、『天空の国』。地上での戦争を避けるために国土を天空に浮かべた魔法国家。住人のほぼ全てが魔法使い、あるいは召喚師である（ヴァインの師である家庭教師も、ここの出身）。
中心にあらゆる知識を集めた大図書館が存在し、学究の徒が学問のために集まる国である。地上との連絡はワープゲートを使っている。
海の国
海中のドームに位置する人魚の国で、その位置は秘匿されており、『空の国』と同じく出入りはワープゲートのみである。軍事力は世界一とも言われる強国だが、女尊男卑な風潮がある。
なお、本作の人魚は自在にヒレを足に変化させるのが可能で水陸どちらの呼吸も問題ない。また、人魚の腹には臍が存在するため、卵生ではなく胎生である。
山頂の国
高地に位置する雪国。しかし、急峻な山岳地帯の中腹以下には沃土が広がっており、農業が盛んである。
密林の国
国土の大半がジャングルな獣人族の国。高温多湿な気候を利用して果物の栽培が特産。
砂漠の国
砂に覆われた貿易国家。商業が盛んで、オアシスに点在する都市を砂上船が結んでいる。

## 音楽
主題歌「この手の中の未来」
作詞・作曲：畑亜貴 / 歌：NICK
ゲームではOPと同じ1番のみの短縮版しか聴けず、フルコーラス（1-3番）版は後述のサウンドトラックにのみ収録。
OST『モルダヴァイトサウンドトラック』
発売元：オービット / 販売元：ルーツ (XCUBE-001)
『ORBIT X'MAS CUBE』の1枚として発売されたサウンドトラックCD｡全25曲。
- 01 この手の中の未来
- 02 タイトル
- 03 準備
- 04 戦闘
- 05 焦燥
- 06 決心
- 07 ベリル
- 08 騎士
- 09 急襲
- 10 ゲームオーバー
- 11 読書
- 12 野遊び
- 13 日常
- 14 ステラ
- 15 抱擁
- 16 結晶
- 17 ひなたぼっこ
- 18 吟遊詩人
- 19 オカリーナ
- 20 円盤
- 21 風蝕
- 22 アマネ
- 23 アテナ
- 24 エピローグ
- 25 エンディング